# 投馬国
投馬国（とうまこく、つまこく）は、3世紀に日本列島に存在したとされる国のひとつである。
『三国志』「魏書」東夷伝の通称「魏志倭人伝」によれば、投馬国は、不弥国から南へ水行20日の位置にあったと記述されている（放射状に読む説では伊都国から南へ水行20日と解される。同じ放射状に読む説でも末廬国を起点とする説もある。また直線式か放射状かに関わらず、この部分は「帯方郡の郡治から南へ水行20日」の意味だとする説もある）。5万余戸の人家があり、長官は彌彌（弥弥、ミミ）、副官は彌彌那利（弥弥那利、ミミナリ）と呼ばれている。

## 主な比定地
比定地は、邪馬台国九州説では日向国都萬（つま、都萬神社周辺、現西都市妻地区）説、薩摩国説、五島列島説などがある。瀬戸内海航行説の場合、名称の類似から備後国の鞆とする説などがあり、日本海航行説では出雲国や丹後国、但馬国などにあてる説がある。

## 投馬国の所在地
帯方郡から投馬国までの行程について、『魏志倭人伝』や『北史倭国伝』には、次のように記述されている。
| 魏志倭人伝（原文）                                                   | 魏志倭人伝（訳注） | 北史倭国伝（原文）                                       |
| -------------------------------------------------------------------- | --- | -------------------------------------------------------- |
| 倭人在帯方東南、大海中。                                             | 倭人は帯方の東南、大海の中にあり。                                                                                           | 倭國在百濟、新羅東南、水陸三千里。                       |
| 從郡至倭、循海岸水行、歴韓國、乍南乍東、到其北岸狗邪韓國、七千餘里。 | 郡より倭に至るには、海岸に循って水行し、韓国を経て、乍（あるい）は南し、乍（あるい）は東し、その北岸狗邪韓国に到る七千餘里。 | 計從帶方至倭國、循海水行、歴朝鮮國、乍南乍東、七千餘里。 |
| 始度一海、千餘里至對海國。                                           | 始めて一海を度る千余里。対馬国に至る。                                                                                       | 始度一海。又南千餘里。                                   |
| 又南渡一海千餘里、名曰瀚海、至一大國。                               | また南一海を渡る千余里、名づけて瀚海という。一大国に至る。                                                                   | 度一海、闊千餘里、名瀚海、至一支國。                     |
| 又渡一海、千餘里至末盧國。                                           | また一海を渡る千余里、末盧国に至る。                                                                                         | 又度一海千餘里、名末盧國。                               |
| 東南陸行五百里、到伊都國。                                           | 東南陸行五百里にして伊都国に到る。                                                                                           | 又東南陸行五百里、至伊都國。                             |
| 東南至奴國百里。                                                     | 東南奴国に至る百里。 | 又東南百里、至奴國。                                     |
| 東行至不彌國百里。                                                   | 東行不弥国に至る百里。 | 又東行百里、至不彌國。                                   |
| 南至投馬國、水行二十日。                                             | 南、投馬国に至る水行二十日。                                                                                                 | 又南水行二十日、至投馬國。                               |